# コナステ
コナステ（コナミアミューズメントゲームステーション）は、コナミアミューズメントが提供しているe-amusement pass対応アーケードゲーム及び派生タイトルを個人のWindows（以下PC）・Android・iOS端末にてプレイするサービス。。
本項目では、類似サービスの「e-amusement for NetCafe」についても記述する。

サービス開始当初の旧名称は「e-AMUSEMENT CLOUD」（イーアミューズメントクラウド）であったが、2018年7月25日よりAndroid版配信開始時に「コナステ」（名称の由来はコナミアミューズメントゲームステーション）に改名された。配信開始当初は旧来の「e-AMUSEMENT CLOUD」表記と混在した状態であり、順次名称変更に対応している。2018年9月5日より「e-amusement」や「e-amusement pass」の公式表記が小文字になったことに合わせ、『beatmania IIDX INFINITAS』と『SOUND VOLTEX III GRAVITY WARS』のゲーム内で「コナステ」の名称が反映された。

## 概要
本サービスはクラウド技術を用いたストリーミングサービスを利用し、サーバーで処理された映像をPCに送信しゲームセンターと同様のプレイを実現している。また一部タイトルはWindows専用のネイティブアプリケーションとして提供され、インストーラーからゲームファイルをダウンロード・インストールしてプレーする。
全てのタイトルがe-AMUSEMENT PASS対応で、連動タイトルではアーケード版とリアルタイムでのオンライン対戦が可能。サービス提供時間は7:00-翌日5:00（ただし、格闘俱楽部シリーズは7:15～翌日4:00まで。5:00-7:00はサーバーメンテナンスのため休止）。ただしオトメディウス以外の24時間（実質22時間）プレイは2015年5月12日からであり、それ以前は22:00-翌日10:00（メンテナンスによる休止あり）だった。なお､毎月第三火曜日は定期長時間メンテナンスとして2:00～7:00まで全タイトルのサービスが停止している。

## e-amusement for NetCafe
2024年8月26日よりサービス開始。快活CLUB店舗内に設置されているPCから、コナステ同様ストリーミング配信でゲームをプレイすることができる。
e-AMUSEMENT PASSとのデータ連動ができない「無料プレー」と、PASELIを使用してプレー毎の料金支払いを行う「通常プレー」の2種の料金体系が設定されている。

## 歴史
PC版
- 2013年1月 第一回クローズβテストが実施
- 2013年5月 第二回クローズβテストが実施
- 2014年5月29日 正式サービス開始
- 2015年5月12日 全てのタイトルがメンテナンスを除いた24時間プレイに対応
- 2018年7月25日 正式名称をe-AMUSEMENT CLOUDからコナステに変更
- 2020年6月1日 エルドラクラウンを含む、メダルコーナーのαテストが開始
- 2020年9月18日 コナステ メダルコーナーが正式にオープン[注 3]
- 2020年9月18日 KMP（コナミメダルポイント）が実装。コナステでポイントを貯めることによってリアル店舗で特別なサービスを受けることが可能となる。
- 2024年8月26日 e-amusement for NetCafe サービス開始

Android版
- 2018年7月25日 正式サービス開始
- 2021年4月14日 コナステ メダルコーナーが追加。同時にレーティング 3+からレーティング 12+に変更された。

iOS版
- 2021年11月24日 サービス開始

## 対応タイトル
太字はアーケード版とのデータ連動あり（一部連動しないデータもある）。タイトル名の前に「◎」が付いているものはコナステオリジナルタイトル、「☆」が付いているものはe-amusement for NetCafe提供タイトル。

### PC版
ストリーミング対応機種
- ☆麻雀格闘倶楽部（NEXT以降）
- 天下一将棋会2
- ☆クイズマジックアカデミー（MAXIVCORD以降）[4]

- ☆QuizKnock STADIUM[5]
- ☆麻雀ファイトガール ※e-amusement for NetCafe専用タイトル
- コナステ メダルコーナー
  - エルドラクラウン
  - アニマロッタ
  - カラコロッタ
  - FEATURE Premium Twinkle Drop RUSH!
  - FEATURE Premium Twinkle Drop DINNER
  - FEATURE Premium マジカルハロウィン7 （アーケードゲーム仕様）
  - FEATURE Premium 麻雀格闘倶楽部参 （アーケードゲーム仕様）
  - FEATURE Premium 戦国コレクション4 （アーケードゲーム仕様）[注 4]
  - FEATURE Premium マジカルハロウィン ～Trick or Treat!～ （アーケードゲーム仕様）
  - メダル落としゲーム GRAND CROSS
  - GI-Classic
  - FORTUNE TRINITY 精霊の至宝祭
  - パチスロ ボンバーガール
  - FROZEN TOWER
  - TwinkleDrop JUKE!
  - ツナガロッタ アニマと虹色の秘境
  - TENGU KING

ネイティブアプリケーション
- ◎beatmania IIDX INFINITAS [注 5]
- ◎SOUND VOLTEX EXCEED GEAR[注 6]
- ◎pop'n music Lively[注 7]
- ◎GITADORA コナステ[注 8]
- ◎ノスタルジア コナステ[注 9]
- ◎DanceDanceRevolution GRAND PRIX
- ボンバーガール[6][7]

配信終了タイトル
- オトメディウス(2014年8月11日～2016年12月15日）
2016年12月15日のシステム完全移行と同時にサービス終了。AC版のオンラインサービスは2011年9月30日に一旦終了しており、PC版オリジナルタイトルとして復活している状況だった。
- SOUND VOLTEX III GRAVITY WARS コナステ (2017年10月4日～2022年6月1日）
2017年5月12日から6月13日までのαテスト、同月15日以降のβテストを経て同年10月4日より正式サービス開始。後継のSOUND VOLTEX EXCEED GEARと置き換わる形で2022年6月1日サービス終了。

### Android版
- コナステ ビデオコーナー
  - 麻雀格闘倶楽部（豪華絢爛以降）
  - クイズマジックアカデミー（軌跡の交叉 -Xross Voyage-以降） [8]
  - 天下一将棋会2
  - QuizKnock STADIUM[5]
- コナステ メダルコーナー
  - エルドラクラウン
  - アニマロッタ
  - カラコロッタ
  - FEATURE Premium|Twinkle Drop RUSH!
  - FEATURE Premium Twinkle Drop DINNER
  - FEATURE Premium マジカルハロウィン7 （アーケードゲーム仕様）
  - FEATURE Premium 麻雀格闘倶楽部参 （アーケードゲーム仕様）
  - FEATURE Premium 戦国コレクション4 （アーケードゲーム仕様）
  - メダル落としゲーム GRAND CROSS
  - GI-Classic

### iOS版
- 麻雀格闘倶楽部（疾風以降）
- クイズマジックアカデミー（夢幻の鏡界以降）
- QuizKnock STADIUM[5]
- カラコロッタ
- エルドラクラウン
- アニマロッタ
- FEATURE Premium|Twinkle Drop RUSH!
- FEATURE Premium Twinkle Drop DINNER

## 動作環境
- PC版
  - 対応OS[9]
    - Windows® 8.1
    - Windows® 10
    - Windows® 11

  - 画面解像度	
    - 1360x768以上推奨

  - ブロードバンド回線
    - 10Mbps以上の常時接続推奨

- Android版
  - 対応OS: Android 5.0以上
  - 画面サイズ： 6インチ以上推奨

## プレイ方法
本サービスはストリーミング対応機種・ダウンロードコンテンツ共に一般のインターネット回線を用いてゲームを行う関係上、KONAMI IDの登録が必須となる。IDの登録後、手持ちのe-AMUSEMENT PASSを登録してゲームのプレイを行う。既に利用を行っているデータをそのまま利用できる機種の場合は、そのデータをそのまま使用することができる。物理PASSを所有していない場合や新規カードの作成を行いたい場合は仮想PASSの発行が可能で、これを用いてコナステのみでプレイを完結させることも可能。後から物理PASSを購入した場合は何もデータが登録されていない状態で物理PASSを登録することにより、仮想PASSのデータを物理PASSへ移行することも可能（統合は不可であり、何も情報が登録されていないPASSが必要となる）。
- PC版

公式サイトの対応タイトル一覧よりゲームを選択してクライアントプログラムをインストール。インストール後はランチャーが起動しコナステのロゴと各タイトルのロゴが表示された後にプレイ開始となる。
- Android版

Google Playよりアプリをインストールする。アプリ起動後対応タイトルを選択しゲーム開始ボタンを選択するとプレイ開始。
- iOS版

App Storeより各対応ゲームのアプリをインストールする（Android版と異なりアプリが各ゲームごとに分かれている）。

### 決済方法
PC版についてはKONAMIの電子マネーであるPASELIまたはクレジットカードで決済を行う。

#### 麻雀格闘倶楽部・天下一将棋会・クイズマジックアカデミー・オトメディウス
PC版については決済方法はPASELIのみ（クレジットカードからの直接決済不可。一旦クレジットカードからPASELIにチャージを行う必要がある）、iOS/Android版は「CP」のみ（クライアントのダウンロードは無料）であり、アプリ内もしくは購買部（PASELI決済も可能）で事前のチャージが必要。また、プレイする場合でも、e-amusementサイトにてPASELIを利用する設定にする必要がある。

#### SOUND VOLTEX・ボンバーガール
eamusementサイトの購買部にてプレーチケットを購入するか、ベーシックコース加入でプレイする。

#### コナステ メダルコーナー
PC版に関してはeamusementサイトの購買部で専用メダルを購入する必要がある。購入にはウェブマネーなどの汎用電子マネーからの直接購入、クレジットカード決済に加え、PASELIからの決済も可能。
Android版についてはPC版で購入したメダルと共通で利用が可能だが､アプリ上からクレジットカードやPASELIを含めた電子マネーの決済は行えず、CPからの決済も利用不可。Androidのストア経由のみでの決済となる。
メダルからPASELIおよびCPへの払戻を含めた換金・ゲームセンターでの使用は不可。最終利用日から180日間利用がなかった場合は失効。また『FEATURE Premium マジカルハロウィン7』『FEATURE Premium 麻雀格闘倶楽部参』『FEATURE Premium 戦国コレクション4』『FEATURE Premium マジカルハロウィン ｰTrick or Treat!ｰ』プレイ開始時にはクレジットが「所持メダル（他のゲームで表示されるクレジット）×5」に自動的に変換され、プレイ終了時には「残りクレジット数÷5」のレートでメダルに変換される（端数切捨て）。

#### コナステオリジナルタイトル
各作品ごとに月額料金制のベーシックコースに加入する必要がある。

## アーケード版との差異
基本的には操作方法を含めアーケード版と同一となるが、一部システムが利用不可能であったり逆にコナステ限定で利用できるシステムがあったりと細かな違いが存在する。動作環境やプレイ料金等も頻繁に変更されており、詳細は公式サイト上の各タイトルから確認が行える。

### ゲームシステム上の差異
麻雀格闘倶楽部
基本的にはニューキャビネット機能搭載モデル相当のため、ハイグレードモデルの機能が利用できないほか、以下の制約がある。
- クラブシステムの店舗の登録が行えない。
- 一部大会の参加資格が得られない。
- 期間限定で開催される来店ボーナスが得られない。
- イベント卓の終了時に卓の切り替えが行えずゲームが強制終了となる[10]。

クイズマジックアカデミー
麻雀格闘倶楽部同様ハイグレードモデルの機能が利用できない（スタンダードモデル準拠）ほか、以下の制約がある。
- 四人対戦モードのうち、店内対戦モードが使用できない（サークル対戦は可能）。
- 全国大会に参加できない（MAXIVCORDのみ）。

エルドラクラウン
- PASELI対応コンテンツは現状利用不可。
- リアル店舗で収集したマジックカードは一切使用不可｡コナステ専用のホルダーを利用する。
- ヘルプ機能などリアル店舗で利用可能なその他機能も一部利用不可。

### 操作性の差異
PC版の場合、タッチパネル操作についてはマウス、それ以外の操作についてはキーボード操作が基本となる。麻雀格闘倶楽部ではZEROより、天下一将棋会2では2016年12月15日の新サービスより画面タッチパネルに対応。対応モニタ/環境を用意する必要はあるが、よりアーケード筐体に近い操作が可能になった。
麻雀格闘倶楽部
- 鳴きやリーチがマウス操作やキーボードによるショートカットで行える。

クイズマジックアカデミー
- 並べ替えクイズのマウス操作においてドラッグ&ドロップができる（PC版）。
- キーボード使用形式においてハードウェアキーボード（QWERTY配列のみ。かな入力不可）が使用可能（PC版）。解答決定にはEnterキー（もしくは画面上のOKボタン）を使用。
- 解答部分のズームができる（Android版）。ズーム機能使用中は、問題文が画面外に隠れてしまう。

エルドラクラウン
- ゲームパッドに正式に対応[注 10][11]